# Peter Buck
Peter Lawrence Buck (* 6. prosince 1956 Berkeley, Kalifornie) je americký kytarista a spolu s Michaelem Stipem, Billem Berrym a Mikem Millsem zakládající člen americké rockové kapely R.E.M.
V roce 2016 byl jedním z producentů alba Burn Something Beautiful hudebníka Alejandra Escoveda.